# Békés (condado)
Békés é um condado (megye em húngaro) da Hungria. Sua capital é a cidade de Békéscsaba.
Békés está situado no leste do território, fazendo fronteira com mais três condados: Csongrád, Jász-Nagykun-Szolnok e Hajdú-Bihar, e com a Roménia.
O condado está localizado numa vasta região de planícies húngara, cortada por quatro grandes rios.
A região já era habitada por volta de 4000 a.C., sendo então habitada pelas primeiras tribos nômades que se fixaram em território húngaro, mesmo antes de o país ter sido formado. Mas, o condado somente atinge o auge quando nele é construído o Castelo de Gyula, em meados do século XV, após a invasão mongol ao pequeno estado da Europa, tornando-se a cidade numa das mais importantes da Hungria medieval e renascentista.
O condado também ficou famoso durante a Primeira Grande Guerra, quando a sua capital serviu de refúgio a milhares de pessoas que fugiam dos seus países, antes que fossem chamados para as frentes de batalha.

## Cidades e municípios

### Cidade com direitos de condados
- Békéscsaba (Sede de condado)

### Cidades e Municípios
(ordenado por população, de acordo com o censo de 2001)
| - Gyula (32 967) - Orosháza (32 052) - Békés (21 657) - Szarvas (18 563) - Gyomaendrőd (15 523) - Mezőberény (11 551) - Sarkad (10 959) - Szeghalom (10 201) - Dévaványa (8 986) - Vésztő (7 656) | - Mezőkovácsháza (7 026) - Battonya (6 747) - Tótkomlós (6 638) - Füzesgyarmat (6 565) - Mezőhegyes (6 355) - Csorvás (5 765) - Elek (5 583) - Újkígyós (5 537) - Körösladány (5 267) - Medgyesegyháza (3 891) |

### Vilas
| - Almáskamarás - Békéssámson - Békésszentandrás - Bélmegyer - Biharugra - Bucsa - Csabacsüd - Csabaszabadi - Csanádapáca - Csárdaszállás - Doboz - Dombegyház | - Dombiratos - Ecsegfalva - Gádoros - Gerendás - Geszt - Hunya - Kamut - Kardos - Kardoskút - Kaszaper - Kertészsziget | - Kétegyháza - Kétsoprony - Kevernes - Kisdombegyház - Kondoros - Körösnagyharsány - Köröstarcsa - Körösújfalu - Kötegyán - Kunágota - Lökösháza | - Magyarbánhegyes - Magyardombegyház - Medgyesbodzás - Méhkerék - Mezőgyán - Murony - Nagybánhegyes - Nagykamarás - Nagyszénás - Okány | - Örménykút - Pusztaföldvár - Pusztaottlaka - Sarkadkeresztúr - Szabadkígyós - Tarhos - Telekgerendás - Újszalonta - Végegyháza - Zsadány |